# 2014년 장애인 아시안 게임 대한민국 선수단
대한민국은 2014년 10월 18일부터 10월 24일까지 대한민국 인천에서 열린 2014년 장애인 아시안 게임에 참가하였다.

## 메달 집계

### 종목별 메달 획득 현황
| 종목              | 1  | 2  | 3  | 합계 |
| 볼링              | 11 | 3  | 3  | 17   |
| 수영              | 10 | 13 | 12 | 35   |
| 사격              | 8  | 3  | 8  | 19   |
| 탁구              | 7  | 13 | 10 | 30   |
| 론볼              | 7  | 7  | 3  | 17   |
| 사이클            | 7  | 5  | 7  | 19   |
| 배드민턴          | 5  | 4  | 6  | 15   |
| 휠체어 댄스스포츠 | 5  | 0  | 1  | 6    |
| 육상              | 3  | 3  | 9  | 15   |
| 보치아            | 2  | 1  | 1  | 4    |
| 조정              | 2  | 0  | 0  | 2    |
| 양궁              | 1  | 4  | 3  | 8    |
| 유도              | 1  | 2  | 3  | 6    |
| 휠체어 테니스     | 1  | 1  | 3  | 5    |
| 역도              | 1  | 1  | 2  | 4    |
| 휠체어 농구       | 0  | 1  | 0  | 1    |
| 휠체어 펜싱       | 0  | 2  | 10 | 12   |
| 휠체어 럭비       | 0  | 1  | 0  | 1    |
| 7인제 축구        | 0  | 0  | 1  | 1    |
| 합계              | 72 | 64 | 82 | 218  |

## 메달 리스트
| 메달 | 이름 | 종목              | 세부종목                             | 날짜      |
| ---- | --- | ----------------- | ------------------------------------ | --------- |
|      | 전민재 | 육상              | 여자 200m - T36                      | 10월 19일 |
|      | 김종규 | 사이클            | 남자 개인전 B 추발                   | 10월 19일 |
|      | 조기성 | 수영              | 남자 200m 자유형 S4                  | 10월 19일 |
|      | 임우근 | 수영              | 남자 100m 평영 SB5                   | 10월 19일 |
|      | 박예람 | 수영              | 여자 200m 자유형 S14                 | 10월 19일 |
|      | 김종훈 | 볼링              | 혼성 개인전 TPB1                     | 10월 19일 |
|      | 배진형 | 볼링              | 혼성 개인전 TPB2                     | 10월 19일 |
|      | 김병수 | 볼링              | 혼성 개인전 TPB8                     | 10월 19일 |
|      | 손대호 | 볼링              | 혼성 개인전 TPB9/10                  | 10월 19일 |
|      | 전민재 | 육상              | 여자 100m - T36                      | 10월 20일 |
|      | 이미옥, 김연심                                                                                                 | 배드민턴          | 여자 복식 WH1-2                      | 10월 20일 |
|      | 정호원, 김한수, 김준엽                                                                                         | 보치아            | 혼성 복식 BC3                        | 10월 20일 |
|      | 박상수, 권민규                                                                                                 | 볼링              | 혼성 2인조 TPB8+TPB8                 | 10월 20일 |
|      | 손대호, 이민수                                                                                                 | 볼링              | 혼성 2인조 TPB9/10+TPB9/10           | 10월 20일 |
|      | 김병수, 윤형국                                                                                                 | 볼링              | 혼성 2인조 TPB8+TPB9/10              | 10월 20일 |
|      | 김정훈, 배진형                                                                                                 | 볼링              | 혼성 2인조 TPB1+TPB2/3               | 10월 20일 |
|      | 장혜정, 이재우                                                                                                 | 휠체어 댄스스포츠 | 콤비 스탠다드 클래스1                | 10월 20일 |
|      | 최문정, 박준영                                                                                                 | 휠체어 댄스스포츠 | 콤비 스탠다드 클래스2                | 10월 20일 |
|      | 최문정, 최종철                                                                                                 | 휠체어 댄스스포츠 | 듀오 라틴 클래스2                    | 10월 20일 |
|      | 민병언 | 수영              | 남자 50m 배영 S4                     | 10월 20일 |
|      | 김순정 | 육상              | 여자 곤봉 던지기 - F31/32/51         | 10월 21일 |
|      | 박준하 | 조정              | 남자 싱글 스컬 ASM1x                 | 10월 21일 |
|      | 전미석, 임상훈                                                                                                 | 조정              | 혼성 더블 스컬 TAMix2x               | 10월 21일 |
|      | 이윤리 | 사격              | 혼성 개인전 R3-10m 공기소총 복사-SH1 | 10월 21일 |
|      | 이윤리, 박진호, 심재용                                                                                         | 사격              | 혼성 단체전 R3-10m 공기소총 복사-SH1 | 10월 21일 |
|      | 전영준 | 사격              | 혼성 개인전 R5-10m 공기소총 복사-SH2 | 10월 21일 |
|      | 김정훈, 김재철, 이윤경                                                                                         | 볼링              | 혼성 팀전 TPB1+TPB2/3+TPB2/3         | 10월 21일 |
|      | 김병수, 손대호, 이민수                                                                                         | 볼링              | 혼성 팀전 TPB8+TPB2/3+TPB2/3         | 10월 21일 |
|      | 권민규, 민진호, 이민수                                                                                         | 볼링              | 혼성 팀전 TPB8+TPB9/10+TPB9/10       | 10월 21일 |
|      | 이영호, 이윤지                                                                                                 | 휠체어 댄스스포츠 | 콤비 라틴 클래스2                    | 10월 21일 |
|      | 최문정, 최종철                                                                                                 | 휠체어 댄스스포츠 | 듀오 스탠다드 클래스2                | 10월 21일 |
|      | 주영대 | 탁구              | 남자 단식 TT1                        | 10월 21일 |
|      | 김민규 | 탁구              | 남자 단식 TT2                        | 10월 21일 |
|      | 박홍규 | 탁구              | 남자 단식 TT6                        | 10월 21일 |
|      | 이미규 | 탁구              | 여자 단식 TT3                        | 10월 21일 |
|      | 김경현 | 수영              | 남자 100m 자유형 S4                  | 10월 21일 |
|      | 권현 | 수영              | 남자 400m 자유형 S9                  | 10월 21일 |
|      | 김성훈, 최정남                                                                                                 | 배드민턴          | 남자 복식 WH1-2                      | 10월 22일 |
|      | 김용기 | 사이클            | 남자 개인전 H 1-3 타임트라이얼       | 10월 22일 |
|      | 이도연 | 사이클            | 여자 개인전 H 1-5 타임트라이얼       | 10월 22일 |
|      | 최광근 | 유도              | 남자 -100kg                          | 10월 22일 |
|      | 김기만 | 론볼              | 남자 단식 B5                         | 10월 22일 |
|      | 임천규 | 론볼              | 남자 단식 B6                         | 10월 22일 |
|      | 노용화 | 론볼              | 남자 단식 B7                         | 10월 22일 |
|      | 곽영숙 | 론볼              | 여자 단식 B6                         | 10월 22일 |
|      | 윤복자 | 론볼              | 여자 단식 B7                         | 10월 22일 |
|      | 김근수 | 사격              | 혼성 개인전 R4-10m 공기소총 입사-SH2 | 10월 22일 |
|      | 박진호 | 사격              | 혼성 개인전 R6-50m 소총 복사-SH1     | 10월 22일 |
|      | 이주희 | 사격              | 혼성 개인전 P3-25m 권총-SH1          | 10월 22일 |
|      | 김영건 | 탁구              | 남자 단식 TT4                        | 10월 22일 |
|      | 김규승, 왕호상                                                                                                 | 휠체어 테니스     | 쿼드 복식                            | 10월 22일 |
|      | 이인국 | 수영              | 남자 100m 배영 S14                   | 10월 22일 |
|      | 강정은 | 수영              | 여자 100m 배영 S14                   | 10월 22일 |
|      | 구동섭 | 양궁              | 혼성 개인전 W1 오픈                  | 10월 23일 |
|      | 최정만 | 배드민턴          | 남자 단식 WH1                        | 10월 23일 |
|      | 김정준 | 배드민턴          | 남자 단식 WH2                        | 10월 23일 |
|      | 이선애 | 배드민턴          | 여자 단식 WH1-2                      | 10월 23일 |
|      | 김용기 | 사이클            | 남자 로드 레이스 H3                  | 10월 23일 |
|      | 이인제 | 사이클            | 남자 로드 레이스 H4                  | 10월 23일 |
|      | 이도연 | 사이클            | 여자 로드 레이스 H3-4                | 10월 23일 |
|      | 전영준 | 사격              | 혼성 개인전 R9 50m 소총 복사 - SH2   | 10월 23일 |
|      | 박진호 | 사격              | 남자 개인전 R7 50m 소총 3자세 - SH1  | 10월 23일 |
|      | 임철규, 곽영숙                                                                                                 | 론볼              | 혼성 복식 B6                         | 10월 23일 |
|      | 서종철, 윤복자                                                                                                 | 론볼              | 혼성 복식 B7                         | 10월 23일 |
|      | 이현정 | 역도              | 여자 +86kg                           | 10월 23일 |
|      | 조원상 | 수영              | 남자 200m 개인혼영 SM14              | 10월 23일 |
|      | 강정은 | 수영              | 여자 200m 개인혼영 SM14              | 10월 23일 |
|      | 김영건, 최일상, 김정길                                                                                         | 탁구              | 남자 단체전 TT4                      | 10월 24일 |
|      | 김기태, 이병하                                                                                                 | 탁구              | 남자 단체전 TT11                     | 10월 24일 |
|      | 김준엽 | 보치아            | 혼성 개인 BC3                        | 10월 24일 |
|      | 김종규 | 사이클            | 혼성 MB&WB 로드 레이스               | 10월 24일 |
|      | | 휠체어 농구       | 남자 대표팀                          | 10월 24일 |
|      | 진용식 | 사이클            | 혼성 개인전 MC1-3&WC4-5 추발         | 10월 19일 |
|      | 강명순 | 사격              | 여자 개인전 R2-10m 공기소총 입사-SH1 | 10월 19일 |
|      | 김경현 | 수영              | 남자 200m 자유형 S4                  | 10월 19일 |
|      | 이인국 | 수영              | 남자 200m 자유형 S14                 | 10월 19일 |
|      | 박종만 | 수영              | 남자 100m 평영 SB4                   | 10월 19일 |
|      | 임우근, 민병언, 이동구, 김경현                                                                                 | 수영              | 남자 4x50m 계영 20P                  | 10월 19일 |
|      | 남상임 | 볼링              | 혼성 개인전 TPB1                     | 10월 19일 |
|      | 이재윤 | 볼링              | 혼성 개인전 TPB2                     | 10월 19일 |
|      | 이민수 | 볼링              | 혼성 개인전 TPB9/10                  | 10월 19일 |
|      | 박종석 | 유도              | 남자 -66kg                           | 10월 20일 |
|      | 김기홍 | 휠체어 펜싱       | 남자 에페 - 카테고리 B 개인전        | 10월 20일 |
|      | 이동구 | 수영              | 남자 400m 자유형 S7                  | 10월 20일 |
|      | 정양묵 | 수영              | 남자 100m 평영 SB14                  | 10월 20일 |
|      | 민병언, 이동구, 임우근, 김경현                                                                                 | 수영              | 남자 4x50m 혼계영 20P                | 10월 20일 |
|      | 박진호 | 사격              | 혼성 개인전 R3-10m 공기소총 복사-SH1 | 10월 21일 |
|      | 이창호 | 탁구              | 남자 단식 TT1                        | 10월 21일 |
|      | 김기태 | 탁구              | 남자 단식 TT11                       | 10월 21일 |
|      | 서수연 | 탁구              | 여자 단식 TT2                        | 10월 21일 |
|      | 정영아 | 탁구              | 여자 단식 TT5                        | 10월 21일 |
|      | 정동호 | 육상              | 남자 100m - T53                      | 10월 21일 |
|      | 조기성 | 수영              | 남자 100m 자유형 S4                  | 10월 21일 |
|      | 이삼섭, 김경훈                                                                                                 | 배드민턴          | 남자 복식 WH1-2                      | 10월 22일 |
|      | 이인제 | 사이클            | 남자 개인전 H 4-5 타임트라이얼       | 10월 22일 |
|      | 이승미 | 사이클            | 여자 개인전 H 1-5 타임트라이얼       | 10월 22일 |
|      | 김종규 | 사이클            | 혼성 MB&WB 타임트라이얼              | 10월 22일 |
|      | 이정관 | 론볼              | 남자 단식 B6                         | 10월 22일 |
|      | 서종철 | 론볼              | 남자 단식 B7                         | 10월 22일 |
|      | 최미녀 | 론볼              | 여자 단식 B6                         | 10월 22일 |
|      | 이경숙 | 론볼              | 여자 단식 B7                         | 10월 22일 |
|      | 홍석요 | 론볼              | 여자 단식 B8                         | 10월 22일 |
|      | 김학선, 이윤리, 박진호                                                                                         | 사격              | 혼성 단체전 R6-50m 소총 복사-SH1     | 10월 22일 |
|      | 최일상 | 탁구              | 남자 단식 TT4                        | 10월 22일 |
|      | 김기영 | 탁구              | 남자 단식 TT5                        | 10월 22일 |
|      | 김성옥 | 탁구              | 여자 단식 TT6-7                      | 10월 22일 |
|      | 정낙현, 최재웅, 홍태표, 박정호, 안태균, 박우철, 박영하, 박성민, 황희철, 김수민, 이명호, 강민                   | 휠체어 럭비       | 남자 대표팀                          | 10월 22일 |
|      | 이하걸, 오상호                                                                                                 | 휠체어 테니스     | 남자 복식                            | 10월 22일 |
|      | 김경현 | 수영              | 남자 50m 자유형 S4                   | 10월 22일 |
|      | 김세진, 김세훈, 이동구, 권현                                                                                   | 수영              | 남자 4x100m 계영 34P                 | 10월 22일 |
|      | 장동신, 박인수, 김성환, 김기홍                                                                                 | 휠체어 펜싱       | 남자 에페 단체전                     | 10월 22일 |
|      | 장대성 | 양궁              | 혼성 개인전 W1 오픈                  | 10월 23일 |
|      | 이욱수, 김미순                                                                                                 | 양궁              | 혼성 컴파운드 단체전                 | 10월 23일 |
|      | 이명구, 김란숙                                                                                                 | 양궁              | 혼성 리커브 단체전                   | 10월 23일 |
|      | 정진영 | 양궁              | 여자 컴파운드 개인전                 | 10월 23일 |
|      | 이삼섭 | 배드민턴          | 남자 단식 WH1                        | 10월 23일 |
|      | 김경훈 | 배드민턴          | 남자 단식 WH2                        | 10월 23일 |
|      | 이삼섭, 이선애                                                                                                 | 배드민턴          | 혼합 복식 WH1-2                      | 10월 23일 |
|      | 유병훈 | 육상              | 남자 800m - T53                      | 10월 23일 |
|      | 이승미 | 사이클            | 여자 로드 레이스 H3-4                | 10월 23일 |
|      | 이민재, 박종석, 윤상민, 최광근, 강덕모, 정호민, 배평화                                                         | 유도              | 남자 단체전                          | 10월 23일 |
|      | 이영선 | 역도              | 여자 -86kg                           | 10월 23일 |
|      | 이정관, 최미녀                                                                                                 | 론볼              | 혼성 복식 B6                         | 10월 23일 |
|      | 노용화, 이경숙                                                                                                 | 론볼              | 혼성 복식 B7                         | 10월 23일 |
|      | 정양묵 | 수영              | 남자 200m 개인혼영 SM14              | 10월 23일 |
|      | 한동호 | 수영              | 남자 100m 접영 S12                   | 10월 23일 |
|      | 김세훈, 임우근, 권현, 이동구                                                                                   | 수영              | 남자 4x100m 혼계영 34P               | 10월 23일 |
|      | 김광진, 양귀남                                                                                                 | 탁구              | 남자 단체전 TT8                      | 10월 23일 |
|      | 정지남, 강외정, 정영아                                                                                         | 탁구              | 여자 단체전 TT4-5                    | 10월 23일 |
|      | 이근우, 김성옥                                                                                                 | 탁구              | 여자 단체전 TT6-8                    | 10월 23일 |
|      | 김기영, 김경영, 주영대                                                                                         | 탁구              | 남자 단체전 TT5                      | 10월 24일 |
|      | 박홍규, 김용성                                                                                                 | 탁구              | 남자 단체전 TT6-7                    | 10월 24일 |
|      | 서수연, 이미규, 김선자                                                                                         | 탁구              | 여자 단체전 TT1-3                    | 10월 24일 |
|      | 정호원 | 보치아            | 혼성 개인 BC3                        | 10월 24일 |
|      | 유병훈 | 육상              | 남자 400m - T53                      | 10월 24일 |
|      | 김종규 | 사이클            | 혼성 개인전 B 1km 타임트라이얼       | 10월 19일 |
|      | 전진화 | 사격              | 남자 개인전 R1-10m 공기소총 입사-SH1 | 10월 19일 |
|      | 한동호 | 수영              | 남자 50m 자유형 S12                  | 10월 19일 |
|      | 조원상 | 수영              | 남자 200m 자유형 S14                 | 10월 19일 |
|      | 이동구 | 수영              | 남자 200m 개인혼영 SM7               | 10월 19일 |
|      | 탁노균 | 볼링              | 혼성 개인전 TPB1                     | 10월 19일 |
|      | 김선미 | 휠체어 펜싱       | 여자 플러레 - 카테고리 A 개인전      | 10월 19일 |
|      | 김정아 | 휠체어 펜싱       | 여자 플러레 - 카테고리 B 개인전      | 10월 19일 |
|      | 유희명 | 휠체어 펜싱       | 남자 플러레 - 카테고리 B 개인전      | 10월 19일 |
|      | 손옥자, 이선애                                                                                                 | 배드민턴          | 여자 복식 WH1-2                      | 10월 20일 |
|      | 이민재 | 유도              | 남자 -60kg                           | 10월 20일 |
|      | 서영균 | 사격              | 남자 개인전 P1-10m 공기권총-SH1      | 10월 20일 |
|      | 강명순 | 사격              | 여자 개인전 R8-50m 소총 3자세-SH1    | 10월 20일 |
|      | 김선미 | 휠체어 펜싱       | 여자 에페 - 카테고리 A 개인전        | 10월 20일 |
|      | 김정아 | 휠체어 펜싱       | 여자 에페 - 카테고리 B 개인전        | 10월 20일 |
|      | 장동신 | 휠체어 펜싱       | 남자 에페 - 카테고리 A 개인전        | 10월 20일 |
|      | 임우근 | 수영              | 남자 200m 자유형 S6                  | 10월 20일 |
|      | 권현 | 수영              | 남자 100m 접영 S9                    | 10월 20일 |
|      | 전은배 | 육상              | 남자 100m - T36                      | 10월 20일 |
|      | 고영배, 김재철                                                                                                 | 볼링              | 혼성 2인조 TPB2/3+TPB2/3             | 10월 20일 |
|      | 안병수 | 론볼              | 남자 단식 B8                         | 10월 20일 |
|      | 윤상민 | 유도              | 남자 -73kg                           | 10월 21일 |
|      | 김근수 | 사격              | 혼성 개인전 R5-10m 공기소총 복사-SH2 | 10월 21일 |
|      | 박영철, 김유나                                                                                                 | 휠체어 댄스스포츠 | 콤비 라틴 클래스2                    | 10월 21일 |
|      | 김기홍 | 휠체어 펜싱       | 남자 사브르 - 카테고리 B 개인전      | 10월 21일 |
|      | 박인수, 유희명, 김기홍, 조영래                                                                                 | 휠체어 펜싱       | 남자 사브르 단체전                   | 10월 21일 |
|      | 차수용 | 탁구              | 남자 단식 TT2                        | 10월 21일 |
|      | 김진성 | 탁구              | 남자 단식 TT3                        | 10월 21일 |
|      | 김정길 | 탁구              | 남자 단식 TT4                        | 10월 21일 |
|      | 김광진 | 탁구              | 남자 단식 TT8                        | 10월 21일 |
|      | 이병하 | 탁구              | 남자 단식 TT11                       | 10월 21일 |
|      | 이건우 | 탁구              | 여자 단식 TT6-7                      | 10월 21일 |
|      | 고덕자 | 탁구              | 여자 단식 TT8                        | 10월 21일 |
|      | 서양희 | 탁구              | 여자 단식 TT11                       | 10월 21일 |
|      | 김병수, 손대호, 윤형국                                                                                         | 볼링              | 혼성 팀전 TPB8+TPB9/10+TPB9/10       | 10월 21일 |
|      | 유병훈 | 육상              | 남자 100m - T53                      | 10월 21일 |
|      | 채창욱 | 육상              | 남자 200m - T35/37/38                | 10월 21일 |
|      | 남기원 | 육상              | 남자 원반 던지기 - F46               | 10월 21일 |
|      | 문정훈 | 역도              | 남자 -72kg                           | 10월 21일 |
|      | 이동구 | 수영              | 남자 자유형 100m S7                  | 10월 21일 |
|      | 배유동 | 육상              | 남자 원반 던지기 - F11               | 10월 22일 |
|      | 김성훈 | 배드민턴          | 남자 단식 WH2                        | 10월 22일 |
|      | 김연심 | 배드민턴          | 여자 단식 WH1-2                      | 10월 22일 |
|      | 김정준, 손옥자                                                                                                 | 배드민턴          | 혼합 복식 WH1-2                      | 10월 22일 |
|      | 정수환 | 사이클            | 남자 개인전 H 1-3 타임트라이얼       | 10월 22일 |
|      | 김정임 | 사이클            | 여자 개인전 H 1-5 타임트라이얼       | 10월 22일 |
|      | 유충섭 | 사이클            | 혼성 MB&WB 타임트라이얼              | 10월 22일 |
|      | 배평화 | 유도              | 남자 +100kg                          | 10월 22일 |
|      | 강주영 | 사격              | 혼성 개인전 R4-10m 공기소총 입사-SH2 | 10월 22일 |
|      | 박세균 | 사격              | 혼성 개인전 P3-25m 권총-SH1          | 10월 22일 |
|      | 한동호 | 수영              | 남자 100m 평영 SB12                  | 10월 22일 |
|      | 조기성 | 수영              | 남자 50m 자유형 S4                   | 10월 22일 |
|      | 임재연 | 수영              | 여자 100m 배영 S14                   | 10월 22일 |
|      | 박주연, 황명희                                                                                                 | 휠체어 테니스     | 여자 복식                            | 10월 22일 |
|      | 이재홍 | 론볼              | 남자 단식 B5                         | 10월 22일 |
|      | 정종대 | 육상              | 남자 200m - T52                      | 10월 22일 |
|      | 배혜심, 김정아, 김선미                                                                                         | 휠체어 펜싱       | 여자 플러레 단체전                   | 10월 22일 |
|      | 배혜심, 김정아, 김선미                                                                                         | 휠체어 펜싱       | 여자 에페 단체전                     | 10월 22일 |
|      | 김옥금 | 양궁              | 혼성 개인전 W1 오픈                  | 10월 23일 |
|      | 김미순 | 양궁              | 여자 컴파운드 개인전                 | 10월 23일 |
|      | 신동헌 | 양궁              | 남자 컴파운드 개인전                 | 10월 23일 |
|      | 김연심 | 배드민턴          | 여자 단식 WH1-2                      | 10월 23일 |
|      | 김성훈 | 배드민턴          | 남자 단식 WH2                        | 10월 23일 |
|      | 김규성 | 휠체어 테니스     | 쿼드 단식                            | 10월 23일 |
|      | 오상호 | 휠체어 테니스     | 남자 단식                            | 10월 23일 |
|      | 진용식 | 사이클            | 남자 로드 레이스 C1-3                | 10월 23일 |
|      | 정수환 | 사이클            | 남자 로드 레이스 H3                  | 10월 23일 |
|      | 김정임 | 사이클            | 여자 로드 레이스 H3-4                | 10월 23일 |
|      | 김근수 | 사격              | 혼성 개인전 R9 50m 소총 복사 - SH2   | 10월 23일 |
|      | 전진화 | 사격              | 남자 개인전 R7 50m 소총 3자세 - SH1  | 10월 23일 |
|      | 손혜성, 이승환, 김상율, 최범준, 장준호, 이동우, 김형수, 두성민, 정필립, 이헌후, 오경석, 허치윤, 박정덕, 정도현 | 7인제 축구        | 뇌성마비 축구                        | 10월 23일 |
|      | 안병수, 홍석요                                                                                                 | 론볼              | 혼성 복식 B8                         | 10월 23일 |
|      | 임우근 | 수영              | 남자 200m 개인혼영 SM6               | 10월 23일 |
|      | 박세호 | 육상              | 남자 포환 던지기 - F32               | 10월 23일 |
|      | 홍석만, 유병훈, 정동호, 이기학                                                                                 | 육상              | 남자 4x400m 계주 - T53/T54           | 10월 23일 |
|      | 정영일, 김진성, 김민규, 차수용                                                                                 | 탁구              | 남자 단체전 TT1-3                    | 10월 23일 |
|      | 고덕자, 정진미                                                                                                 | 탁구              | 여자 단체전 TT9-10                   | 10월 23일 |
|      | 김한수 | 보치아            | 혼성 개인 BC3                        | 10월 24일 |
|      | 전근배 | 역도              | 남자 +107kg                          | 10월 24일 |
|      | 홍석만 | 육상              | 남자 1500m - T53/T54                 | 10월 24일 |